# Balas... de papel
Balas... de papel publicou-se em Lisboa entre novembro de 1891 e janeiro de 1892. Designada pelos seus autores como “folheto efémero” (4 números) foi dedicada a Fialho de Almeida, de quem Gualdino Gomes (um dos mentores do folheto em conjunto com Carlos Sertório) era particular amigo, apresentando-se com o propósito de endireitar o mundo, utilizando um estilo satírico e mordaz com o qual vai baleando com palavras os seus alvos, geralmente de ribalta.